# Het Kwartiers
Het Kwartiers was een openbare middelbare school voor praktijkonderwijs in de stad Zwolle. De school was voor scholieren die meer praktisch dan theoretisch van aard waren. De leerlingen kregen meer begeleiding dan op een reguliere school. Een ander verschil met een reguliere school, was dat men meer de nadruk legt op het begeleiden van leerlingen. Zo had men een schoolarts, maatschappelijk werker, orthopedagoog en intern begeleider in dienst. Op een reguliere school stimuleert men het zelfstandig werken juist meer, bijvoorbeeld door de Tweede Fase.

## Fusie
In 2007 is de school opgegaan in het Diezer College, een combinatie van de vmbo-afdelingen van de Thorbecke Scholengemeenschap en de Van der Capellen Scholengemeenschap en deze praktijkschool.
AOC De Groene Welle · Carolus Clusius College · De Boog · Greijdanus · Gymnasium Celeanum · JenaXL · Luzac Lyceum Zwolle · Meander College · TalentStad · Thomas a Kempis College · Thorbecke Scholengemeenschap · Van der Capellen Scholengemeenschap

Voormalig: Diezer College · Het Kwartiers